# Hoya attenuata
Hoya attenuata är en oleanderväxtart som beskrevs av Erling Christophersen. Hoya attenuata ingår i släktet Hoya och familjen oleanderväxter. Inga underarter finns listade i Catalogue of Life.